# Gornji Žirovac
Gornji Žirovac falu Horvátországban, Sziszek-Monoszló megyében. Közigazgatásilag Dvorhoz tartozik.

## Fekvése
Sziszek városától légvonalban 44, közúton 68 km-re délnyugatra, községközpontjától légvonalban 19, közúton 25 km-re északnyugatra a Báni végvidék déli részén, a Kokirna-hegy lábánál, a bosnyák határ mellett fekszik. A Banija lakói ezt a térséget suva međának, azaz száraz határnak nevezték, arra utalva, hogy itt nem vízfolyás képezte az ország határát. A település több kis faluból áll, melyek általában a Žirovac-patak és időszakos, vagy állandó mellékvizei mentén húzódnak. A mellékvizek közül legnagyobb vízfolyása a Radašnica. A kis falvak, Carići, Drljače, Ljiljci, Poznanovići, Glušci, Španovići, Krnjajići, Čuglji, Ćorkovići, Suzići általában a valaha élt családokról kapták neveiket:. A házak, bár legtöbbjük mára elhagyatott szinte kivétel nélkül a dombokon állnak, melynek részben védelmi, részben árvízvédelmi okai vannak.

## Története
Az itt található történelmi emlékek tanúsága szerint Žirovac területén már ősidők óta élnek emberek. A legkorábbi ismert népesség az i. e. 3000 és 2200 között itt élt vučedoli kultúra népe volt, akiket sokan az illírek őseinek tartanak. Ezt követően az illírek alapították meg magaslatokon fekvő erődített településeiket. Ilyen település lehetett a falu feletti Gradina nevű magaslaton is. Alapítását elősegíthette az ősidők óta művelt gvozdanskoi bányák közelsége és az a tény, hogy a kommunikáció ebben az időben a vízfolyások völgyeiben zajlott. A maradványok pontos kora azonban régészeti kutatás hiányában ma sem meghatározott. Az illíreket a rómaiak követték és lehetséges, hogy a gradinai erődítményt ők is használták. Történelmi tény, hogy ebben a korban itt haladt át a Sisciát Sirmiummal összekötő római út, melynek maradványai ma is megtalálhatók. Az utak mentén a rómaiak erődítményeket, őrhelyeket építettek. Ezek egyike lehetett Gradina is.
A középkorban nagybirtokosok uralták a térséget, akik birtokaikat váraikból igazgatták. A legnagyobb birtokosok a Babonićok, majd a Blagayok és a Zrínyiek voltak. A térség legtöbb középkori várát a Babonićok építették a 13. században. Ezek egyike lehetett a Carića-hegyen állt vár is. A 15. század második felében török seregek hatoltak be a területre nagy pusztítást végezve a Kulpa és az Una közötti térségben. A balkáni országok egymás után kerültek török kézre, köztük 1463-ban a szomszédos Bosznia is. A Zrínyiek a török támadások hírére a 15. század végén és a 16. század első felében megerősítették a térség olyan jelentősebb várait, mint Gvozdansko és Pedalj. 1493. szeptember 9-én a korbávmezei csatában a törökök szétverték a bán vezette horvát sereget. 1512-ben elözönlötték az Unamentét, de ekkor még kiűzték őket. A következő évtizedekben azonban már nagy pusztítást vittek véghez. A térség 1556-tól lányegében a 17. század végéig török uralom alá került.
Az 1683 és 1699 között felszabadító harcokban a keresztény seregek kiűzték a térségből a törököt és a török határ az Una folyóhoz került vissza. Ezután a török uralom alatt maradt Közép-Boszniából, főként a Kozara-hegység területéről és a Sana-medencéből  pravoszláv szerb családok érkeztek a felszabadított területekre. Az újonnan érkezettek szabadságjogokat kaptak, de ennek fejében határőr szolgálattal tartoztak. El kellett látniuk a várak, őrhelyek őrzését és részt kellett venniük a hadjáratokban. Csak a mai Žirovac területén hét ilyen őrhely volt. Žirovac benépesülése is a 17. század végén kezdődött, majd több hullámban a 18. században is folytatódott. 1696-ban a szábor a bánt tette meg a Kulpa és az Una közötti határvédő erők parancsnokává, melyet hosszas huzavona után 1704-ben a bécsi udvar is elfogadott. Ezzel létrejött a Báni végvidék (horvátul Banovina), mely katonai határőrvidék része lett. 1745-ben megalakult a Petrinya központú második báni ezred, melynek fennhatósága alá ez a vidék is tartozott. A falu történetének érdekessége, hogy a törökellenes boszniai szerb felkelés idején 1876-ban rövid ideig itt tartózkodott Petar Karađorđević a későbbi I. Péter szerb király és Petar Mrkonjić álnéven az itteni táborból irányította csapatait a Bužim elleni támadásra.
1881-ben megszűnt a katonai közigazgatás és Zágráb vármegye Kostajnicai járásának része lett. 1857-ben Ostojićival együtt 2053, 1910-ben már nélküle 1432 lakosa volt. A 20. század első éveiben a kilátástalan gazdasági helyzet miatt sok žirovaci vándorolt ki a tengerentúlra. 1918-ban az új szerb-horvát-szlovén állam, majd később Jugoszlávia része lett. A második világháború idején a Független Horvát Állam része volt, de szerb lakossága fellázadt a fasiszta hatalom ellen. A lázadás 1941. augusztus 22-én vette kezdetét, majd szeptemberben megalakult az első partizán egység, mely a nevezetes 7. banijai brigád része lett. A brigád a Sutjeska völgyében vívta legvéresebb harcait a német megszállókkal, ahol közülük sokan elestek. 1942-ben Glinából ötszáz fős usztasa egység vonult be a településre, ahol 70 lakost gyűjtöttek össze. Közülük 25-öt azonnal kivégeztek, a többieket pedig koncentrációs táborba hurcolták. A háború után a béke időszaka köszöntött a településre. Enyhült a szegénység és sok ember talált munkát a közeli városokban. Ennek következtében újabb kivándorlás indult meg. Sok fiatal települt át a jobb élet reményében Glinára, Dvorra, Petrinyára, Bosanski Noviba. A falu 1991. június 25-én jogilag a független Horvátország része lett, de szerb lakói a Krajinai Szerb Köztársasághoz csatlakoztak. A falut 1995. augusztus 8-án a Vihar hadművelettel foglalta vissza a horvát hadsereg. A lakosság többsége elmenekült. Később néhány, főként idős ember visszatért, de a falu mára lényegében kihalófélben van. 2011-ben 22 állandó lakosa volt.

## Népesség
| Lakosság változása | Lakosság változása | Lakosság változása | Lakosság változása | Lakosság változása | Lakosság változása | Lakosság változása | Lakosság változása | Lakosság változása | Lakosság változása | Lakosság változása | Lakosság változása | Lakosság változása | Lakosság változása | Lakosság változása | Lakosság változása |
| ------------------ | ------------------ | ------------------ | ------------------ | ------------------ | ------------------ | ------------------ | ------------------ | ------------------ | ------------------ | ------------------ | ------------------ | ------------------ | ------------------ | ------------------ | ------------------ |
| 1857               | 1869               | 1880               | 1890               | 1900               | 1910               | 1921               | 1931               | 1948               | 1953               | 1961               | 1971               | 1981               | 1991               | 2001               | 2011               |
| 2.053              | 2.122              | 2.106              | 1.268              | 1.361              | 1.432              | 1.158              | 1.269              | 1.077              | 1.045              | 880                | 675                | 558                | 367                | 19                 | 22                 |

(1857 és 1880 között Ostojići lakosságát is ide számították.)

## Nevezetességei
- A falu északi részén, nem messze attól a helytől ahol a Radašnica a Žirovacba ömlik található egy híd, melyet Templom-hídnak neveznek. Templom már régóta nem áll itt, de a név máig fennmaradt. A templom az 1753-as katonai felmérés térképe szerint a hídtól mintegy száz méterre északra az útkereszteződésben állt és Szent Péter tiszteletére volt szentelve. Ezen a kis füves területen még mindig találhatók alapfalak. A régiek hagyományából tudható, hogy a templom fából volt és leégett. Ezután a žirovaciak templomukat már nem ezen a helyen, hanem Donji Žirovac központjában építették fel újra. A hagyomány szerint a legrégibb templom egykor a Kokirnán állt, de ennek pontos helye nem ismert.
- Határának déli részén a Carića-hegyen középkori vár, vagy őrtorony maradványai találhatók. Az építmény jellege feltárás hiányában ma sem tisztázott. Ismert, hogy a falu határában a 17. század végén hét őrhely is volt. Mivel ezek általában fából épültek a kőalapfalak alapján elképzelhető, hogy itt valamilyen régebbi építményt használtak fel őrhely kiépítésére. Ismert, hogy a közelben katonai tábor volt, mely a katonai felmérések térképein is látható, de még az 1861-es kataszteri felmérés térképe is jelzi.
- Határában a Gradina nevű magaslaton történelem előtti eredetű vár maradványai találhatók.
- A Siscia – Sirmium római út maradványai.
- Egy a 20. század elején épített vízimalom található itt. Egykor sok malom volt a területén, 1763-ban számuk meghaladta a 15-öt. Többségüket a 20. század közepén bontották le.

## Oktatás
Az iskola Donji Žirovacon működik, ahol már1899 óta áll. A helyi iskola 1914-ben épült és 1991-ig volt használatban.

## Fordítás
Ez a szócikk részben vagy egészben  a   Gornji Žirovac című angol Wikipédia-szócikk ezen változatának fordításán alapul.  Az eredeti cikk szerkesztőit annak laptörténete sorolja fel. Ez a jelzés csupán a megfogalmazás eredetét és a szerzői jogokat jelzi, nem szolgál a cikkben szereplő információk forrásmegjelöléseként.